# Patrick Harvie

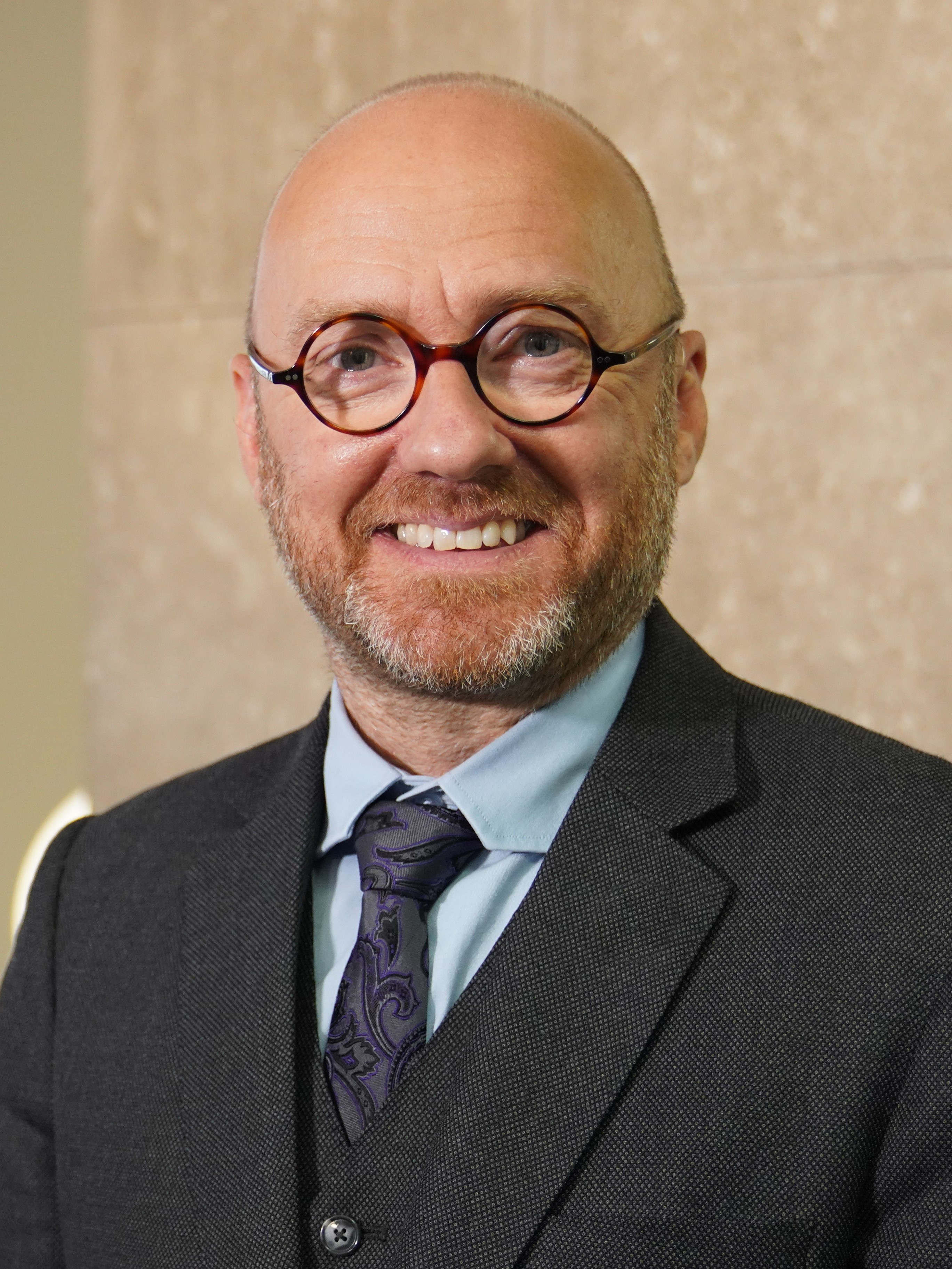
Patrick Harvie 2021

Patrick Harvie (* 18. März 1973 in der Region Vale of Leven, Dunbartonshire) ist ein schottischer Politiker und Mitglied der Scottish Green Party.
Harvie studierte an der Dumbarton Academy und der Manchester Metropolitan University. Anschließend war er in der Jugendarbeit einer Hilfsorganisation für Homosexuelle tätig.
Zu den Parlamentswahlen 2003 trat Harvie als Spitzenkandidat der Scottish Green Party in der Wahlregion Glasgow an und konnte sich knapp eines der sieben Mandate sichern. Dieses verteidigte er bei den Parlamentswahlen 2007 und 2011. Neben umweltpolitischen Themen engagiert er sich unter anderem in den Themengebieten Homosexualität sowie Asylbewerber und Flüchtlinge. Seit 2008 ist Harvie zusammen mit Eleanor Scott, seit dem 1. August 2019 zusammen mit Lorna Slater Vorsitzender der Scottish Green Party. Bei den vorgezogenen Unterhauswahlen 2017 kandidierte Harvie im Wahlkreis Glasgow North. Er erhielt 9,7 % der Stimmen und verpasste das Mandat damit deutlich.
Am 2. April 2025 erklärte er, sein Amt als Co-Parteiführer im schottischen Parlament nach fast siebzehn Jahren in diesem Amt niederzulegen.